# Turbonilla ghanensis
Turbonilla ghanensis is een slakkensoort uit de familie van de Pyramidellidae. De wetenschappelijke naam van de soort is voor het eerst geldig gepubliceerd in 1997 door Peñas & Rolán.